# Сандерс, Фэроу
Феррелл «Фэроу» Сандерс (англ. Farrell "Pharoah" Sanders; 13 октября 1940, Литл-Рок — 24 сентября 2022, Лос-Анджелес, Калифорния) — американский джазовый музыкант, саксофонист, флейтист, бэнд-лидер. Один из самых энергичных представителей раннего фри-джаза. Обладатель премии Грэмми. «Возможно, лучший тенор-саксофонист в мире», согласно мнению Орнетта Коулмэна. Прославился мощным звукоизвлечением, техникой мультифонии, передувания и флажолетов, владеет также «звуковыми пластами» (sheets of sound). Известно высказывание Альберта Эйлера: «Колтрейн был Отцом, Фэроу — Сыном, а я — Святым Духом». Сам Фэроу в определённый период развивал идею миссионерства, полагая, что «музыка — это проповедь мира и любви».

## Биография
Дедушка учил Феррелла игре на фортепиано. Параллельно будущий музыкант осваивал ударные, кларнет и тубу. В 16 лет он решил сделать свой выбор в пользу саксофона и играл с различными ритм-н-блюзовыми коллективами. В 1959 году Сандерс уехал учиться в Окленд (Калифорния), где играл с Дьюи Редманом и Филли Джо Джонсом. В 1962 году, когда Фэроу переехал в Нью-Йорк, список его партнёров пополнили Сан Ра, Дон Черри и Рашид Али. В 1965 году Сандерс присоединился к ансамблю Джона Колтрейна, и вскоре его саксофон зазвучал на альбомах великого джазмена — в частности, «Ascension» и «Meditations».
В 1967 году умер Колтрейн. Сотрудничество с ним сильно повлияло на Сандерса, что хорошо слышно на его альбомах второй половины 1960-х годов. В 1968-м Фэроу принял участие в записи одноимённого альбома коллектива Jazz Composer's Orchestra, которым руководили Карла Блэй и Майкл Мантлер. К тому же периоду относится его сотрудничество с ансамблем Элис Колтрейн. На альбоме Сандерса «Karma» (1969) звучит вокал Леона Томаса — впоследствии певец стал постоянным партнёром Фэроу. С 1969 по 1971 год с ними также записывались пианист Лонни Листон Смит и басист Сесил МакБи.
В 1970-е годы фри-джаз, каким видел его Фэроу Сандерс, постепенно терял популярность. Музыкант начал экспериментировать с самыми разными жанрами, включая уже знакомый ему в ранний период R'n'B. Есть также версия о том, что работа Сандерса в рамках популярной музыки имеет вышеупомянутую миссионерскую подоплёку. В 1980-е Сандерс вновь обратился к джазу, и его стиль находился на стыке модального джаза и хард-бопа.
1990-е годы ознаменовались сотрудничеством с Биллом Ласвеллом. Басист не только принял участие в записи альбомов Сандерса «Message From Home» и «Save Our Children», но и спродюсировал пластинку «The Trance Of Seven Colors», для записи которой (совместно с гнауанским музыкантом Махмудом Гуинией) Сандерс поехал в Марокко. В 1999 году в одном из интервью он пожаловался, что «несмотря на происхождение, ему трудно найти работу». В том же году Сандерс принял участие в записи альбома проекта Red Hot Organization «Stolen Moments: Red Hot + Cool», названного журналом Time «альбомом года».
Стилистическую универсальность Фэроу Сандерса подчёркивает ещё и то, что он стал одним из музыкантов, привнесших во фри-джазовые структуры элементы восточной музыки. По мнению Джейсона Гросса, в раннем творчестве рок-группы MC5 прослеживается влияние музыки Сандерса и Сан Ра.
В 2007 году он принял участие в Мельбурнском джазовом фестивале.
Сандерс скончался 24 сентября 2022 года.

## Дискография

### В качестве лидера
| Название                                       | Год  | Лейбл               |
| ---------------------------------------------- | ---- | ------------------- |
| Pharoah’s First                                | 1964 | ESP-Disk            |
| Tauhid                                         | 1966 | Impulse! Records    |
| Izipho Zam                                     | 1969 | Strata-East Records |
| Karma                                          | 1969 | Impulse!            |
| Jewels of Thought                              | 1969 | Impulse!            |
| Deaf Dumb Blind (Summun Bukmun Umyun)          | 1970 | Impulse!            |
| Thembi                                         | 1971 | Impulse!            |
| Village of the Pharoahs                        | 1971 | Impulse!            |
| Black Unity                                    | 1971 | Impulse!            |
| Live at the East                               | 1971 | Impulse!            |
| Wisdom Through Music                           | 1972 | Impulse!            |
| Elevation                                      | 1973 | Impulse!            |
| Love in Us All                                 | 1973 | ASD                 |
| Voyage to Uranus                               | 1974 | Capitol             |
| Pharoah                                        | 1977 | India Navigation    |
| Love Will Find a Way                           | 1977 | Arista              |
| Beyond a Dream                                 | 1978 | Arista              |
| Journey to the One                             | 1980 | Theresa (Evidence)  |
| Live                                           | 1981 | Theresa (Evidence)  |
| Rejoice                                        | 1981 | Theresa (Evidence)  |
| Heart is a Melody                              | 1982 | Theresa (Evidence)  |
| Shukuru                                        | 1985 | Theresa (Evidence)  |
| Oh Lord, Let Me Do No Wrong                    | 1989 | Columbia            |
| A Prayer Before Dawn                           | 1987 | Theresa (Evidence)  |
| Africa                                         | 1987 | Timeless            |
| Moonchild                                      | 1989 | Timeless            |
| Welcome to Love                                | 1990 | Timeless            |
| Crescent with Love                             | 1992 | Evidence            |
| The Trance Of Seven Colors (с Махмудом Гуиния) | 1994 | Axiom               |
| Naima                                          | 1995 | Evidence            |
| Message from Home                              | 1996 | Verve               |
| Save our Children                              | 1999 | Verve               |
| Spirits                                        | 2000 | Meta                |
| With a Heartbeat                               | 2003 | Evolver             |
| The Creator Has a Master Plan                  | 2003 | Venus               |

### В качестве участника
С Джоном Колтрейном
- Kulu Se Mama (1965)
- Om (1965)
- Meditations (1965)
- Ascension (1965)
- Live In Seattle (1965)
- Live at the Village Vanguard Again! (1966)
- Live In Japan (1966)
- Expression (1967)
- The Olatunji Concert: The Last Live Recording (1967)

С Элис Колтрейн
- A Monastic Trio (1968)
- Ptah, the El Daoud (1970)
- Journey in Satchidananda (1970)

С Маккоем Тайнером
- Blues for Coltrane (1987)
- Love & Peace (1994)

С Доном Черри
- Symphony for Improvisers (1966)
- Where Is Brooklyn? (1967)

С другими
- 1964 — Sun Ra — Featuring Pharoah Sanders & Black Harold
- 1965 — Ornette Coleman — Chappaqua Suite
- 1968 — Jazz Composer’s Orchestra — The Jazz Composer’s Orchestra (album)|The Jazz Composer’s Orchestra
- 1973 — Larry Young — Lawrence of Newark
- 1978 — Ed Kelly — Ed Kelly & Friends (Ed Kelly & Pharoah Sanders)
- 1985 — Art Davis — Life
- 1991 — Sonny Sharrock — Ask the Ages
- 1994 — Franklin Kiermyer — Solomon’s Daughter
- 2000 — Alex Blake — Now is the Time: Live at the Knitting Factory
- 2006 — Kenny Garrett — Beyond the Wall
- 2008 — Kenny Garrett — Sketches of MD: Live at the Iridium